# 1937 (歌曲)
《1937》又名《1937南京大屠殺紀念單曲》，是中國的一首愛國歌曲。2005年，國立台灣大學音樂學研究所碩士研究生張穆庭作詞、作曲、編曲、演唱，並自費人民幣750,000元赴南京、蘇州拍攝音樂錄像帶，更在南京舉行了唱片義賣，捐款給兩岸的慰安婦。這首歌後來獲得中國中央電視台專訪，是全球第一首以「1937」為名的愛國歌曲。這首歌的旋律簡單流暢，歌詞意境深厚，從戰火的愛情故事切入，也體現了張穆庭對於和平的訴求。

## 外部連結
- 1937官方網站（页面存档备份，存于）
- 全球慰安婦主題曲－－殤（页面存档备份，存于）